# Norashen (Aragatsotn)
Norashen (in armeno Նորաշեն?; fino al 1946 Sachlu e Sachili) è un comune dell'Armenia di 1 141 abitanti (2001) della provincia di Aragatsotn.